# Bakla
Der Bakla war ein Volumen- und Getreidemaß in Armenien. Dem Volumen nach entsprach das Maß ein Tschetwert, dem Gewicht nach entsprach es 120 Oken.
- 1 Bakla = 8 Demirlä = 147,424 Kilogramm[2]
- 1 Bakla = 1 ½ Samar[3]